# 亚拉冈鼬属
亚拉冈鼬属（学名：Aragonictis）是鼬科的一属，化石發現於亞拉岡。

## 下属物种
本属包括以下物种：
- Aragonictis araid Valenciano, Morales, Azanza & Demiguel. 2022[2]